# Codice Speciálník

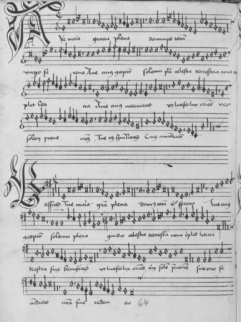
Inizio dell'Ave Maria di Josquin des Prez (p.64)

Il Codex Speciálník è uno speciálník (libro di canti) del XV secolo realizzato presso il monastero della regione di Praha (Praga). Si tratta di una eclettica mistura di musica sacra a cappella, medievale e rinascimentale, di compositori noti o sconosciuti. Contiene pezzi a due, tre e quattro voci ed è uno dei più antichi codici sopravvissuti in Repubblica Ceca di polifonia rinascimentale proveniente da una congregazione di monaci protestanti Utraquisti realizzata intorno al 1500. Il manoscritto è conservato nel museo di Hradec Králové, che lo acquistò dall'antico possessore nel 1901.